# Powell, Wyoming
Powell är en stad (city) i Park County i Wyoming, USA, med 6 314 invånare vid 2010 års folkräkning. Staden är säte för Northwest College.

## Historia
Powell blev stad 1909. Orten är döpt efter soldaten, geologen och utforskaren John Wesley Powell. Postkontoret etablerades 1908.

## Kända Powellbor
- Chris Cooley (född 1982), amerikansk fotbollsspelare.
- W. Edwards Deming (1900–1993), ingenjör och statistiker.